# August Rauber

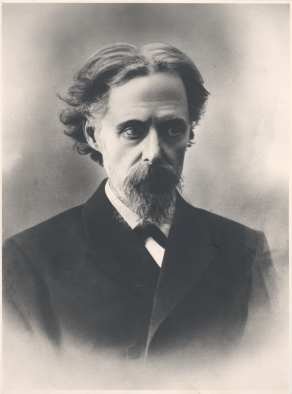
August Rauber (um 1890)

August Rauber (* 22. März 1841 in Obermoschel in der Pfalz; † 16. Februarjul. / 1. März 1917greg. in Dorpat, heute Tartu) war ein deutscher Anatom.

## Leben
Rauber studierte in München und wurde 1865 zum Dr. med. promoviert. Nach der Habilitation 1869 ging er 1872 als Prosektor nach Basel und danach mit Wilhelm His nach Leipzig. 1873 wurde er außerordentlicher Professor.
1886 wurde er ordentlicher Professor für Anatomie und Direktor der anatomischen Anstalt an der Kaiserlichen Universität Dorpat.

## Schriften (Auswahl)
- Vater'sche Körperchen der Bänder- und Periostnerven und ihre Beziehung zum sog. Muskelsinne. 1865.
- Untersuchungen über das Vorkommen und die Bedeutung der Vaterschen Körperchen. München 1867.
- Elasticität und Festigkeit der Knochen. Leipzig 1876.
- Über den Ursprung der Milch und die Ernährung der Frucht im Allgemeinen. 1879.
- Urgeschichte der Menschen. 2 Bände. Leipzig 1884.
- Homo sapiens ferus : oder die Zustände der Verwilderten und ihre Bedeutung für Wissenschaft, Politik und Schule. 1885.
- Über die Bedeutung der wissenschaftlichen Anatomie. 1886.
- Atlas der Krystallregeneration. 4 Bände. 1896/97.
- Die Aufgaben des Lebens. 1896.
- Lehrbuch der Anatomie des Menschen. 2 Bände. 1870. (5. Auflage. 1897/98 - fortgeführt von Friedrich Wilhelm Kopsch)